# What's Real?
"What's Real?" (en español ¿Qué Es Real?) es una canción de la cantante, actriz y compositora americana Raven-Symoné, grabada para su tercer álbum de estudio con el This Is My Time.

## Información
La canción fue escrita por Guy Roche y Shelly Peiken, y producida por Penelope Magnet y Trixster.

## Charts
Aunque la canción no fue lanzada como sencillo o canción promocional, logró entrar en el Top de Brasil.
| Chart (2004)       | Posición |
| ------------------ | -------- |
| Brasil Top Singles | 1        |

## Cover
- Janyelle[3]

## Créditos y personal
- Compositores: Guy Roche, Shelly Peiken.[4]
- Productores: Trixster y Penelope Magnet para RedZone Entertainment.[4]
- Mezcla: Kevin "KD" Davis.[4]